# District de Yuanzhou (Yichun)
Pour les articles homonymes, voir Yuanzhou.
Le district de Yuanzhou (袁州区 ; pinyin : Yuánzhōu Qū) est une subdivision administrative de la province du Jiangxi en Chine. Il est placé sous la juridiction de la ville-préfecture de Yichun.